# Арка Адриана (Джараш)
Арка Адриана — древнеримское сооружение в городе Джараш, Иордания. Представляет собой 11-метровые трёхарочные ворота, возведённые в честь визита римского императора Адриана в город (называвшийся в то время Гераса) зимой 129—130 гг. Изначально арка достигала почти двадцати двух метров и, по всей вероятности, имела деревянные двери. Некоторые архитектурные особенности арки, такие как основания аканта, нехарактерны и, возможно, имеют набатейское происхождение. Колонны украшены капителями снизу, а не сверху. Сооружение выполняло роль как памятной арки, так и входа в Герасу. Удаленность арки от городских стен указывает на планы по расширению Герасы на юг в период её расцвета, чего, однако, не состоялось.

## Описание
В 2005 году арка находилась на реставрации. Она была завершена в 2007 году, и сейчас высота арки составляет примерно 21 метр (около 36 футов), длина — 37,45 метра и ширина — 9,25 метра.
Каждая грань арки имеет четыре полуколонны, стоящие на постаментах и основаниях. Каждый постамент имеет высоту 2,20 метра, ширину 2,25 метра и глубину 1,20 метра. Основание каждой колонны увенчано листьями аканта.
На нижнем уровне есть три сводчатых прохода, и каждый из них обрамлен двумя колоннами с коринфскими капителями. Две боковые арки увенчаны нишами. Каждая ниша находится на вершине небольшого антаблемента, который стоит на двух пилястрах, увенчанных капителями.
Арка была увенчана аттиком, который мог содержать посвятительную надпись. Нижняя часть аттика была украшена фризом с листьями аканта, а центральную часть венчал треугольный карниз.

## Надпись
Существовала мраморная панель tabula ansata высотой 1,03 метра и шириной 7,14 метра с буквами высотой 12-13 см.